# 维拉马萨贾
维拉马萨贾（義大利語：Villamassargia），是意大利撒丁大区南撒丁省的一个市镇。总面积91.47平方公里，人口3698人，人口密度40.4人/平方公里（2009年）。ISTAT代码为107022。